# Félix Moloua

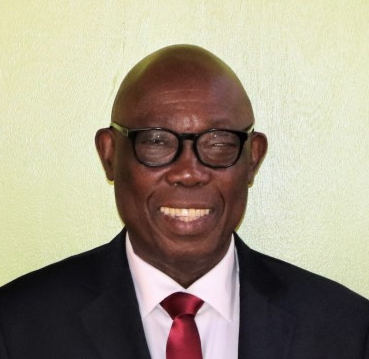
Félix Moloua (2022)

Félix Moloua (* 1. Juni 1957 in der Zentralafrikanischen Republik) ist ein Politiker aus der Zentralafrikanischen Republik. Er wurde am 7. Februar 2022 der Premierminister seines Landes. Sein Vorgänger Henri-Marie Dondra war kurz zuvor zurückgetreten.
Moloua ist Mathematiker und hat als Lehrer und Demographieforscher gearbeitet. Von 2016 bis zu seiner Ernennung als Premierminister war er Wirtschaftsminister.